# That French Lady
That French Lady è un film muto del 1924 diretto da Edmund Mortimer.

## Trama
John Hemingway, studente di architettura a Parigi, si innamora di Inez de Pierrefond, donna dal pensiero libero che non crede nel matrimonio, né civile né religioso. Quando lui ritorna in patria, lei lo segue. Ma, nello Iowa, dove vivono, gli abitanti disapprovano quel comportamento. Alla fine, Inez rivelerà la propria ipocrisia e rientrerà nei ranghi, riacquistando fiducia nel legame matrimoniale.

## Produzione
Il titolo di lavorazione del film, prodotto dalla Fox Film Corporation, fu The Strange Woman.

## Distribuzione
Il copyright del film, richiesto dalla Fox Film Corp., fu registrato il 6 agosto 1924 con il numero LP20473.
Distribuito dalla Fox Film Corporation e presentato da William Fox, il film uscì nelle sale cinematografiche statunitensi il 17 agosto 1924.
Non si conoscono copie ancora esistenti della pellicola che viene considerata presumibilmente perduta.